# علي الحضرمي
علي بن علي الحضرمي هو شاعر يمني. ولد عام 1961 في مدينة صنعاء. وتلقى تعليمه فيها، حصل على الليسانس في اللغة العربية من جامعة صنعاء عام 1984، والدكتوراة في النقد والأدب عام 2005 في فرنسا. عمل في إذاعة صنعاء من 1976 حتى 1986، والتحق بعد ذلك بالعمل الأكاديمي في جامعة صنعاء. نُشر ديوانه الأول في الشعر العربي الفصيح عام 1983 بعنوان "أبجدية الحب"، ونشرت له كذلك دراسات أدبية، وترجمت بعض قصائده إلى الإنجليزية والفرنسية والألمانية والإسبانية. وإلى جانب الشعر العربي الفصيح فقد أجاد الشعر الشعبي الغنائي.

## وصلات خارجية
- علي الحضرمي على موقع أرشيف الشارخ.

- علي الحضرمي.